# Кудьмозеро
Кудьмозеро — проточное озеро в городском округе Северодвинск Архангельской области России. Располагается рядом с побережьем Летнего берега, в 9 км к югу от Северодвинска, на высоте 2,1 м над уровнем моря.
Озеро имеет овальную форму, береговая линия ровная, острова отсутствуют. Длина озера 4,5 км, максимальная ширина в центральной части — 3 км. Площадь — 11 км². Площадь водосборного бассейна — 327 км². На юге впадает река Верхняя Кудьма, на востоке — Инарека. На севере вытекает река Кудьма. Берега частично покрыты хвойным лесом, заболочены на северо-западе и, особенно, на юге, где примыкает болото Кудьмозерский Мох. На южном берегу выделяется мыс Малый Наволок. На западном берегу расположены деревни Лахта и Волость. На северном берегу — садовые товарищества и база отдыха одного из предприятий Северодвинска. Озеро является одним из излюбленных мест отдыха горожан.

## Планы осушения
Весной 1924 года было создано Кудьмозерское мелиоративное товарищество, последовало ходатайство крестьян в губернское земельное управление об осушении Кудьмозера путём прорытия мелиоративного канала в соседнее Среднее Трестяное озеро и спуска воды через реку Ширшему. Работы были начаты, однако планам не суждено было осуществиться из-за возникшей инженерной ошибки.
Код водного объекта в государственном водном реестре — 03020300511103000003181.